# Isola Hilbre
Hilbre Island è un'isola tidale situata alla foce del fiume Dee, nel Galles. È la più grande di un gruppo di tre isole. Sull'isola si trova un fanale noto come Hilbre Island lighthouse (in inglese).